# Стеван Николић
Стеван Николић (Башаид (Кикинда), 1913 — Толедо, 4. јул 1937) је био добровољац из Војводине у Шпанском грађанском рату.

## Биографија
Студирао у Загребу на Пољопривредном факултету. У априлу 1935. емигрирао у Чехословачку. Био члан Савеза комунистичке омладине Југославије (СКОЈ). У Шпанију дошао 1. октобра 1936, и распоређен је у 11. бригаду, 1. батаљон. У одбрани Мадрида тешко рањен. Након три месеца лечења распоређен у партизанску јединицу. Погинуо 4. јула 1937. код Толеда. Непосредно пре погибије произведен у чин поручника.